# Borda do Campo de São Sebastião
Borda do Campo de São José dos Pinhais é um bairro do município brasileiro de São José dos Pinhais, no estado do Paraná. Situado a 11 km do centro da cidade, a Borda do Campo possui uma extensão territorial de aproximadamente 12 mil km². O bairro compreende os loteamentos das chácaras Bel Verde; os jardins Dom Bosco, Q’Sonho, Santa Catarina, Edna, Perbiche e Triângulo; o parque Santo Antônio; as plantas Auri Verde, Correia Lima, Roseli, Nemari I, Nemari II, Nemari III, Nemari IV e Virgínia; o residencial Claret; além das vilas Martinópolis, Martins e Santa Thereza. Faz divisa com os bairros Dom Rodrigo, Roseira de São Sebastião, Cristal, área rural do Município e a cidade de Piraquara. Em seu território abriga diversas empresas nacionais e multinacionais. Bairro conta com uma infraestrutura de cidade, com 6 linhas de ônibus locais para demanda dos moradores.  
Segundo o censo demográfico realizado pelo IBGE, em 2010 existiam 18.198 habitantes no bairro, dos quais 8.959 eram do sexo masculino e 9.239 do feminino. Com relação à raça ou cor, 12.162 pessoas se declararam brancas; 5.176 pardas; 728 pretas; 101 amarelas; e 31 indígenas.

### Equipamentos Públicos:

##### Assistência Social:
- Centro de Referência da Assistência Social – CRAS Affonso Celso de Araújo Franco (Estrada da Roseira, 5800 – CEP: 83.075-310).
- Centro de Juventude (Rua Leôncio Correa, 311 – CEP: 83.075-296).

##### Cultura:
- Biblioteca Pública Borda do Campo (Estrada da Roseira, 5.800 – CEP: 83.075-010).

##### Educação:
- Centro Municipal de Atendimento Educacional Especializado Madre Teresa de Calcutá – CEMAE Borda do Campo (Rua dos Monges Beneditinos, 186 – CEP: 83.075-320).
- Centro Municipal de Educação Infantil Borda Viva (Rua Evelize Aparecida Rosseti Mendes, 574 – CEP: 83.075-270).
- Centro Municipal de Educação Infantil Caminhos da Serra (Rua Maria Zila dos Reis Alves, 45 – CEP: 83.075-350).
- Centro Municipal de Educação Infantil Cantinho do Céu (Rua Diolinda Ricardina de Jesus, 150 – CEP: 83.075-240).
- Centro Municipal de Educação Infantil Luiz Stocco (Rua Marina Coelho, 91 – CEP: 83.075-295).
- Centro Municipal de Educação Infantil Sabiá Laranjeira (Rua Joana Percegona Zen, 260 – CEP: 83.075-310).
- Colégio Estadual Tiradentes (Rua Chapecó, 300 – CEP: 83.075-170).
- Colégio Estadual Zilda Arns Neumann (Rua Manoel Correa, 500 – CEP: 83.075-272).
- Escola Municipal Antônio Franco da Rocha – Ensino Fundamental (Rua Canoinhas, 250 – CEP: 83.075-050).
- Escola Municipal Prefeito Francisco Ferreira Claudino – Ensino Fundamental (Rua Matilde Brantil de Paula, 635 – CEP: 83.075-508).
- Escola Municipal Prof. Maria Leni Haluch de Bastos – Ensino Fundamental (Rua Ângelo Sgarbe, 333 – CEP: 83.075-280).

##### Esporte e Lazer:
- Academia ao Ar Livre (Av. dos Bosques, s/nº – CEP: 83.075-180).
- Academia ao Ar Livre (Estrada da Roseira, s/nº – CEP: 83.075-010).
- Academia ao Ar Livre (Rua Leôncio Correa, s/nº – Centro da Juventude – CEP: 83.075-296).
- Academia ao Ar Livre (Rua Manoel Tiburcio Machado, 637 – Centro de Esporte e Lazer Borda do Campo – CEP: 83.075-390).
- Academia ao Ar Livre (Rua Antonia Hipolito Batista Rezende, s/n° – CEP: 83075-289).
- Academia ao Ar Livre (Rua Icilio Saldanha, s/nº- CEP: 83.075-358)
- Academia ao Ar Livre (Rua José Cadilhe, s/nº – CEP: 83.075-285)
- Academia ao Ar Livre (Rua Padre Humberto Robig, s/nº – CEP: 83.075-477).
- Cancha de Futebol de Areia (Rua Canoinhas, s/nº – Praça da Borda do Campo – CEP: 83.075-050).
- Cancha de Futebol de Areia (Rua Otávio de Sá Barreto, s/nº – CEP: 83.075-357).
- Centro de Esporte e Lazer Borda do Campo – Roberto Cichella (Rua Manoel Tiburcio Machado, 637 – CEP: 83.075-390).
- Estádio Municipal (Rua Julia da Costa, 314).
- Parque Infantil (Rua Manoel Tiburcio Machado, nº 637 – CEP: 83.075-390)
- Parque Infantil (Rua Antonia Hipolito Batista Rezende, s/n° – CEP: 83075-289).
- Parque Infantil (Icilio Saldanha s/nº – CEP: 83.075-358)
- Pista de Caminhada (Rua Manoel Tiburcio Machado, 637 – Centro de Esporte e Lazer Borda do Campo – CEP: 83.075-390).
- Pista de Skate (Rua Canoinhas, s/nº – Praça Borda do Campo – CEP: 83.075-050).
- Pista de Skate (Rua Emilio Furman, s/nº – CEP: 83.075-232).
- Quadra de grama sintética (Rua Emilio Furman, s/nº – CEP: 83.075-232).

##### Meio Ambiente:
- Capela Mortuária Municipal Borda do Campo (Rua Canoinhas – esquina com Estrada da Roseira, s/nº – CEP: 83.075-050).
- Cemitério Municipal Borda do Campo (Estrada da Roseira, s/nº – CEP: 83.075-010).
- Ecoponto (Rua Manoel Correa, nº 98 – CEP: 83.075-272).

##### Governo:
- Administração Regional Borda do Campo (Estrada da Roseira, 5.800 – CEP: 83.075-010).

##### Saúde:
- Unidade Básica de Saúde Borda do Campo (Estrada da Roseira, 5.850 – CEP: 83.075-010).
- Unidade Básica de Saúde Martinópolis (Rua Vanderlei Moreno, nº 11.280 – CEP: 83.070-245).

##### Transporte e Trânsito:
- Ponto de Integração (Rua Canoinhas, n°250 – CEP: 83.075-050).